# 薑母鴨

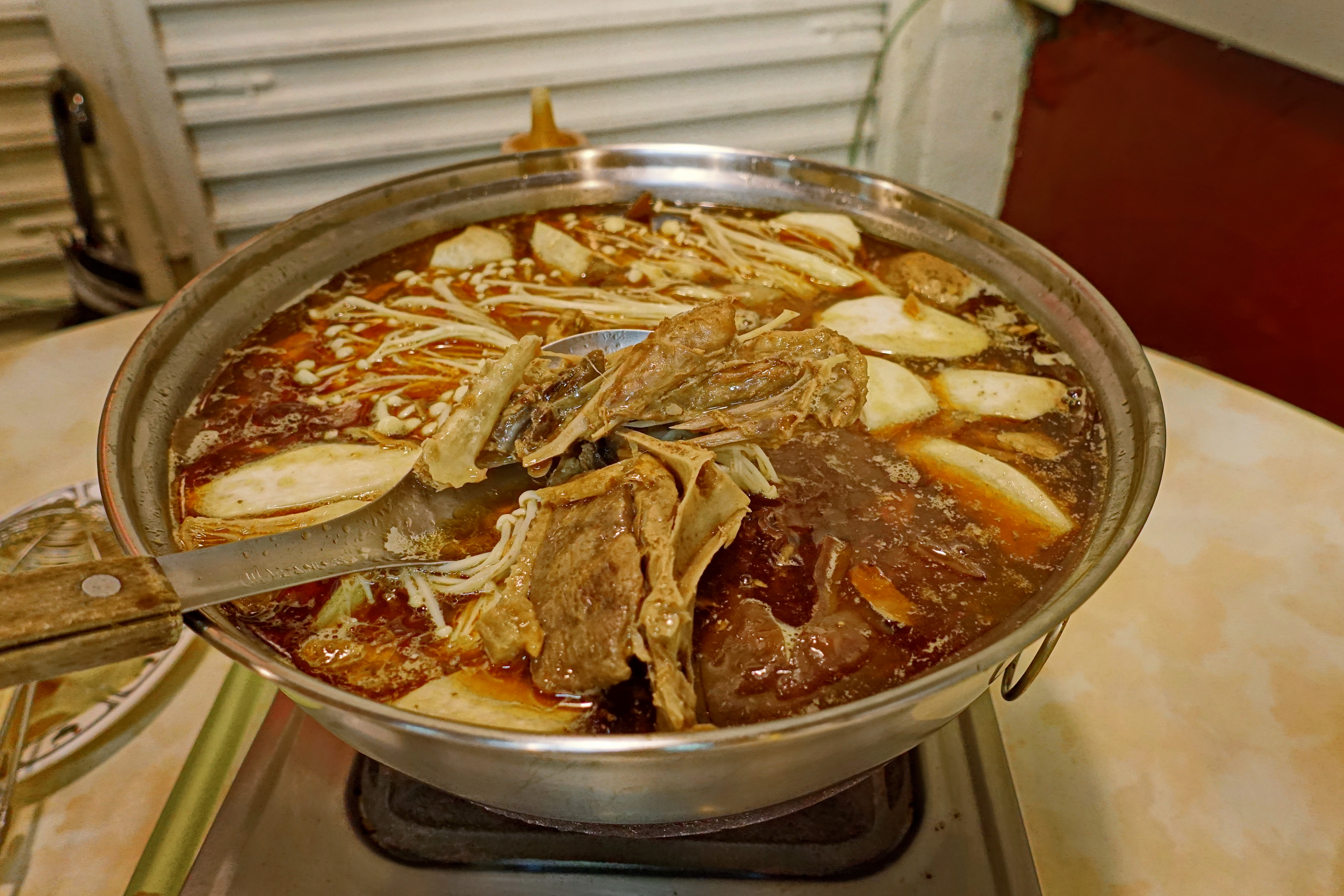
薑母鴨の例

薑母鴨（ジャンムーヤー）は、台湾の鍋料理の1つ。台湾では、ヤギ肉を煮込む羊肉炉と並んで、冬季限定の定番料理の1つとなっている。
アヒル肉などを具材とし、生姜、米酒、漢方薬が入ったスープで煮込む薬膳鍋である。同様のスープでヤギ肉を具材とした薬膳鍋が羊肉炉になる。食すると、身体が芯から温まる滋養強壮効果があるとされ、台湾ではこれらの鍋を食して冬を乗り切る。
「薑」（老薑）は、「生姜」の意。